# Южный диалект башкирского языка

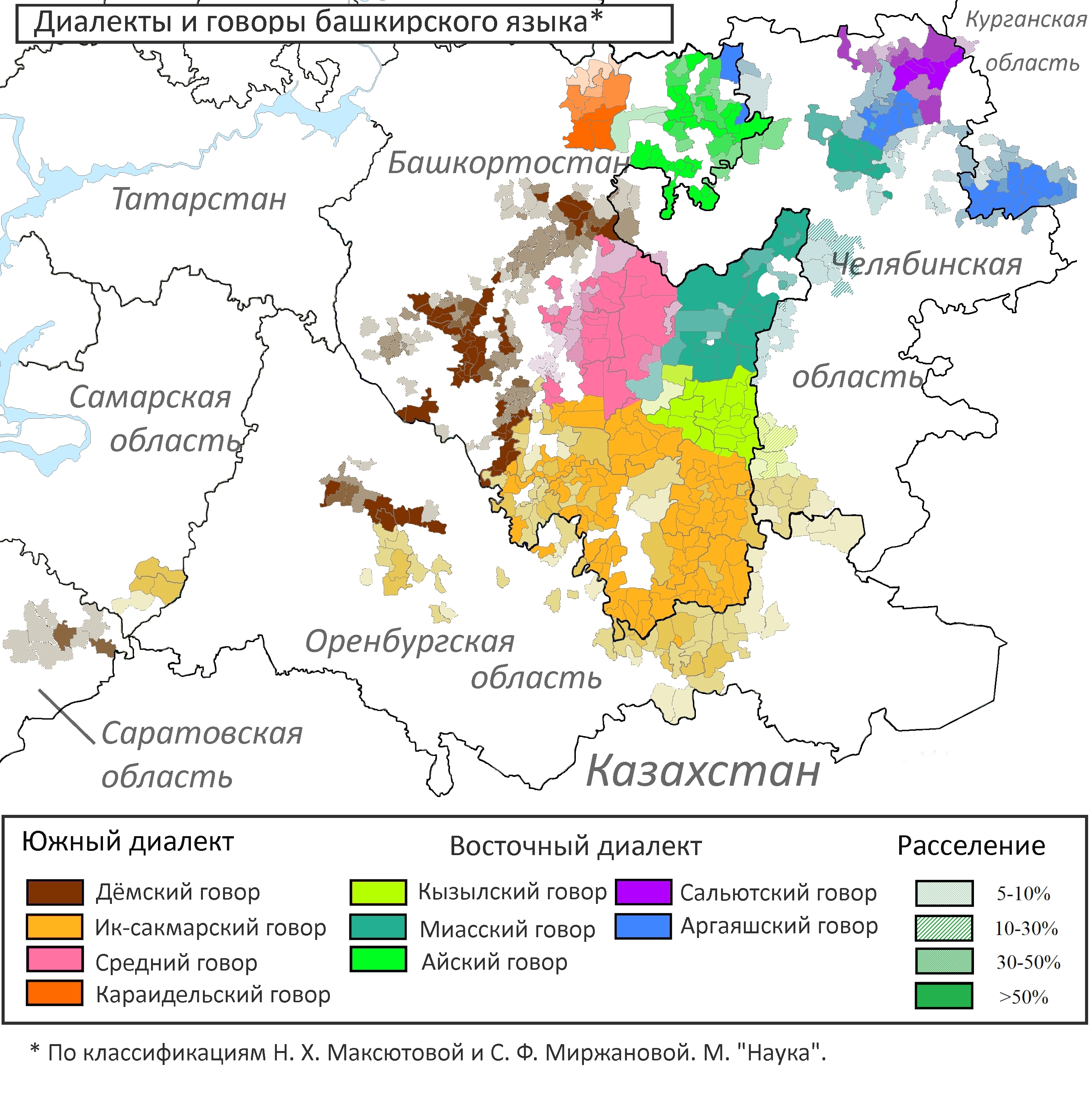
Диалекты и говоры башкирского языка по классификации Максютовой

Южный диалект башки́рского языка (также юрматынский диалект; баш. көньяҡ диалект) — один из трёх диалектов башкирского языка.

## Ареал
Южный (юрматынский) диалект башкирского языка распространён в Альшеевском, Архангельском, Аургазинском, Баймакском, Бижбулякском, Белорецком, Бурзянском, Гафурийском, Давлекановском, Зианчуринском, Зилаирском, Иглинском, Ишимбайском, Кармаскалинском, Кугарчинском, Куюргазинском, Мелеузовском, Миякинском, Нуримановском, Стерлибашевском, Стерлитамакском, Фёдоровском, Хайбуллинском, Чишминском районах Башкортостана, а также в местах компактного проживания башкир в Оренбургской, Самарской и Саратовской областей.

## Говоры
В южном диалекте башкирского языка выделяют 5 говоров:
- дёмский (внутри этого говора — северо-восточный (кудейский) и юго-западный (язык камеликских и токских башкир) подговоры);
- зиганский;
- ик-сакмарский (внутри этого говора — верхнесакмарский, икский, нижнесакмарский, нугушский, суранский, суранскоиргизский, юрматынский и юшатырский подговоры);
- средний (внутри этого говора — зилимский, басувский, инзерский и кармаскалинский подговоры);

- уршакский.

## Лингвистическая характеристика

### Фонетика
Основными фонетическими особенностями южного диалекта башкирского языка являются:
- употребление словообразовательных аффиксов с начала согласного [л] вместо [ҙ] и [т]: лит. «буйҙаҡ» (холостой) — диал. буй[л]аҡ и т. д.;
- употребление словообразовательных аффиксов с начала согласного [н] после основы с конечными [м] и [н]: лит. «ҡомло» (песчаный) ҡом[л]о — диал. ҡом[н]о, «киткәндәр» (ушли) киткән[д]әр — киткән[н]әр и т. д.;
- употребление аффикса множественного числа с начала согласного [л] вместо [д], [ҙ] и [т]: лит. «аттар» (лошади) ат[т]ар — диал. ат[л]ар, лит. «башҡорттар» (башкиры) башҡорт[т]ар — диал. башҡорт[л]ар и т. д.

В ик-сакмарском говоре также наблюдается:
- употребление [һ] вместо [ҫ] в сакмарской зоне в некоторых словах: лит. «һыуҫаһа» (если хочет воду) һыу[ҫ]аһа — һыу[һ]ауа, лит. «баҫма» (мостик, издание) ба[ҫ]ма — ба[һ]ма и т. д.;
- употребление в начале слов гортанного [аъ]: лит. «аҡ» (белый) [а]ҡ — диал. [аъ]ҡ, лит. «ахыры» (кажется) [а]хыры — диал. [аъ]хыры и т. д.;
- употребление в начале слов согласного [д] вместо [т]: лит. «тамға» (знак) [т]амға — диал. [д]амға, лит. «төн» (ночь) [т]өн — диал. [д]өн и другие.

В среднем говоре также наблюдаются:
- употребление диссимилятивных сочетаний [рт], [лт], [мт], [нт], [мк], [мҡ], [нҡ], [ңҡ] (как и в караидельском говоре западного диалекта башкирского языка): лит. «урманда» (в лесу) урма[нд]а — диал. урма[нт]а, лит. «йондоҙ» (звезда) йо[нд]оҙ — диал. йо[нт]оҙ и т. д.;
- употребление в середине слов [ҫ] вместо [һ]: лит. «күрһәтеү» (показывать) күр[һ]әтеү — диал. күр[ҫ]әтеү, лит. «аҡһау» (хромать) аҡ[һ]ау — диал. аҡ[ҫ]ау и т. д.;
- употребление согласного [ң] вместо сочетания [ңғ]: лит. «һаңғырау» (глухой) һа[ңғ]ырау — диал. һа[ң]рау, «яңғырау» (звонкий) я[ңғ]ырау — диал. я[ң]рау и т. д.

В дёмском говоре также наблюдается:
- употребление [ҫ] вместо [һ] в исконно башкирских словах: лит. «һыу» (вода) [һ]ыу — [ҫ]ыу, лит. «туҡһан» (девяносто) туҡ[һ]ан — туҡ[ҫ]ан и т. д.;
- употребление лабиализованного [а°] в первом слоге: лит. «бабай» (старик) б[а]бай — диал. б[а°]бай, лит. [а]птырау (удивляться) — диал. [а°]птырау и т. д.;
- переход сочетаний [ей] и [өй] в гласный [и]: лит. «кейәү» (зять) к[ей]әү — диал. к[и]йәү, лит. «төйөү» (толочь) т[өй]өү — диал. т[и]йеү и т. д.
- употребление согласного [ҙ] в начале аффиксов и частиц вместо [л], [н], [д]: лит. «ҡаланан» (из города) ҡала[н]ан — диал. кала[ҙ]ан, лит. «һәммәһе лә» (все) һәммәһе [л]ә — диал. һәммәҫе [ҙ]ә и другие.

### Грамматика
Основными грамматическими особенностями южного диалекта башкирского языка являются:
- функционирование формы инфинитива, выраженный глаголом в сочетании с аффиксами -ыр/-ер, -ар/ -әр, -ыу/-еү, -ау/-әү -маға/-мәгә (в среднем говоре): лит. «уҡырға кәрәк» (надо учиться) — диал. «уҡыр кәрәк», лит. «йәшәргә тейеш» (должен жить) — диал. «йәшәү тейеш», лит. «барырға теләй» (хочет идти) — диал. «бармаға итә» и т. д.

## История исследования южного диалекта
В сборнике Мирсалиха Бекчурина, изданном в 1859 году, были даны материалы по башкирскому языку. Согласно авторам словаря-справочника «Культура народов Башкортостана», «Сказка царя-богатыря» была опубликована на южном диалекте башкирского языка. По мнению С. Ф. Миржановой, Мирсалих Биксурин использовал язык оренбургских башкир, в котором бытуют отдельные черты всех говоров южного и частью восточного диалектов башкирского языка, также были широко представлены особенности дёмского, ик-сакмарского и среднего говоров диалекта южного. По утверждению И. Г. Галяутдинова, язык башкирских текстов в книге Мирсалиха Биксурина отражает особенности почти всех говоров башкирского языка и носит наддиалектный характер.